# Falcon Beach
Falcon Beach ou Amitiés d'une saison au Québec est une série télévisée canadienne filmée à Winnipeg Beach au Manitoba en 28 épisodes de 42 minutes, créée par Shannon Farr et John Murray. Le téléfilm (2 épisodes) a été diffusé le 29 janvier 2005 et la série a été diffusée entre le 5 janvier 2006 et le 30 mars 2007 sur le réseau Global. La série a aussi été diffusée aux États-Unis en coproduction avec ABC Family.
En France, la série a été diffusée à partir du 23 juillet 2007 sur M6 puis rediffusée à partir du 10 janvier 2013 sur France Ô; au Québec à partir du 13 février 2009 sur VRAK.TV et en Belgique francophone sur Plug RTL.

## Synopsis
Cette série met en scène le quotidien d'un groupe de jeunes gens vivant à Falcon Beach, une ville touristique imaginaire de la province canadienne du Manitoba.
Un nouvel été commence à Falcon Beach. Tous les personnages sont de retour, y compris Paige, qui commence toutefois un emploi en relations publiques qui lui en fera voir de toutes les couleurs. Une nouvelle fille débarque également à Falcon Beach pour l'été, Courtney. S'intégrera-t-elle bien au groupe ? Jason, lui, veut sauver la marina et prend des risques importants pour y arriver, pendant que Danny réfléchit à son avenir. Lane ? Il a toujours des ennuis et est hanté par le souvenir de Mook. L'été ne s'annonce pas très reposant à Falcon Beach.

## Distribution
- Steve Byers (VF : Jean-François Cros) : Jason Tanner
- Jennifer Kydd (VF : Lydia Cherton) : Paige Bradshaw
- Devon Weigel (VF : Chantal Baroin) : Tanya Shedden
- Ephraim Ellis (VF : Jérémy Prévost) : Danny Ellis
- Melissa Elias (VF : Caroline Victoria) : Erin Haddad
- Morgan Kelly (VF : Fabrice Josso) : Lane Bradshaw
- Allison Hossack (VF : Sybille Tureau) : Ginny Bradshaw
- Ted Whittall (VF : Tony Joudrier) : Trevor Bradshaw
- Lynda Boyd (VF : Sophie Gormezzano) : Darlène Shedden
- Jeananne Goossen (VF : Sandra Valentin) : Courtney True
- Stephen Lobo (VF : Yann Peira) : Nathan Rai
- Peter Mooney : Dr Adrian Keeper

## Musique
La musique de Falcon Beach est composé par Ari Wise et le superviseur de musique est Sarah Webster. Dans le pilote de film en 2005, la musique a été fourni par de nombreux actes indépendants canadiens, artistes du label ainsi canadiennes importantes.
- Pilate
- Brundlefly
- Doctor
- Paper Moon
- Matt Mays & El Torpedo
- Sam Roberts
- Holly McNarland
- Sloan
- BOY

Le titre de la chanson thème Beautiful Blue est chanté par la chanteuse né à Winnipeg Holly McNarland.

## Épisodes

### Première saison (2005-2006)
1. L'Été de toutes les promesses [1/2] (Pilot [1/2])
2. L'Été de toutes les promesses [2/2] (Pilot [2/2])
3. Changement de cap (Starting Over)
4. Alchimie amoureuse (Chemistry Lessons)
5. Portrait de famille (Family Portrait)
6. Retrouvailles (Getting to Know You)
7. Le Jour le plus long (Summer Solstice)
8. L'Étoffe d'un champion (Wake Jam)
9. Tragédie (Local Heroes)
10. Le Poids des regrets (The Blame Game)
11. En avant la musique ! (Papa Was a Rolling Stone)
12. Abus de confiance (Trust This)
13. Coup de filet (Desperados)
14. Une star est née (Reckless Love)
15. À chacun son destin (Summer's Over)

### Deuxième saison  (2006-2007)
1. Le Projet Oasis (After the Fall)
2. Entre deux feux (Strawberry Social Reject)
3. Au banc des accusés (The Spins)
4. Rivalités (Tidal)
5. Cartes sur table (Turn Card)
6. Coup de grâce (The Music Video)
7. Une occasion rêvée (Lost)
8. Mauvaise conscience (Sins of the Father)
9. Arrêt sur image (Thirteen Minutes to Midnight)
10. Marché de dupes (Lovers and Cheaters)
11. Chasse au trésor (Permanent Collection)
12. Reconquête (Vigil)
13. La Force de la vérité (The Next Life)

## Sortie DVD
BCI Eclipse a publié Falcon Beach - The Complete First Season sur DVD aux États-Unis le 4 septembre 2007. En 2009, cette version a été abandonnée et est épuisé comme BCI Eclipse a cessé ses activités.

## Annulation de la série
L'annulation est le résultat de la décision d’ABC Family pour ne pas passer une troisième saison sur une plage. Sans le soutien financier de la chaîne câblée, la poursuite de la production n'est pas possible. Todd dit que Global a proposé de le ramasser pour une troisième saison, mais à un coût nettement plus faible qu'avant.
Curieusement, Falcon Beach est annulée en dépit d'être très populaire. L'audience de l'émission est composée de jeunes filles principalement de 12 à 17 ans. Malheureusement, la série n'a pas réussi à attirer beaucoup à l'extérieur de ce groupe d'âge et ABC Family voulait un plus large public c'est-à-dire de 18 à 49 ans.

## Commentaires
- Un budget 1 750 000 dollars a été nécessaire pour la production du téléfilm pilote.